# Esenburun, Bitlis
Esenburun là một xã thuộc thành phố Bitlis, tỉnh Bitlis, Thổ Nhĩ Kỳ.